# Logorun
Koordinati:   43°44′46″N, 15°44′54″E
Logorun je majhen otoček v hrvaškem delu Jadranskega morja.
Otoček leži okoli 1 km južno od  naselja Tribunj. Na otočku je rezervat za osle, ki je bila nekdaj zelo priljubljena in razširjena domača žival v hrvaškem primorju, otokih in zaledju Dalmacije. Površina otočka meri 0,387 km². Dolžina obalnega pasu je 4,02 km. Najvišji vrh je visok 45 mnm.